# Manuel Carneiro de Sousa Bandeira
Manuel Carneiro de Sousa Bandeira (Recife, 1858 — Rio de Janeiro, 1920) foi um engenheiro civil brasileiro.
Filho de Antônio Herculano de Sousa Bandeira e de sua esposa Maria Cândida Lins de Albuquerque, formou-se na Faculdade de Engenharia do Rio de Janeiro, e especializou-se em Portos, tendo sido um dos engenheiros do Porto do Rio de Janeiro. 
Foi engenheiro do Ministério da Viação e Obras Públicas. Na região do porto, no Rio de Janeiro há uma rua em sua homenagem, a rua Sousa Bandeira. 
Era irmão do acadêmico e escritor João Carneiro de Sousa Bandeira (1865-1917) e pai do famoso poeta e escritor Manuel Bandeira (1886-1968).